# Brillante
Brillante is een Italiaanse muziekterm die aangeeft dat een stuk of passage uitgevoerd dient te worden op een statige en heroïsche manier. De term wordt naar het Nederlands vertaald als glanzend. Als deze aanwijzing wordt gegeven, is het de bedoeling dat in de voordracht deze glans tot uitdrukking komt. Deze aanwijzing heeft dus vooral betrekking op de voordracht van een stuk en niet zozeer op het tempo. Ook op de dynamiek heeft de aanwijzing geen betrekking, waarvoor vaak een aparte dynamische aanwijzing wordt gegeven. Echter kan wel gesteld worden dat bij het aanpassen van de voordracht aan de aanwijzing, altijd op subtiele wijze ook de dynamiek verandert. Het is aan de persoonlijke voorkeur en interpretatie van de componist, uitvoerend muzikant(en) of een dirigent in hoeverre deze wijzigingen aan de voordracht tot uitdrukking moeten komen.